# Fiat 1400
Fiat 1400 — автомобиль, выпускавшийся компанией Fiat с 1950 по 1958 год. Впервые автомобиль был представлен в 1950 году на Женевском автосалоне. Это был первый автомобиль производства Fiat с несущим кузовом. В 1953 году впервые для моделей Фиат и итальянских легковых автомобилей в целом была выпущена модификация 1400 Diesel с дизельным двигателем объёмом 1,9 л и мощностью 40 л.с.
Также в 1953 году Fiat 1400 стал первой моделью для производства на заводе SEAT в Испании.
Возможно, что модель 1400 с дизельным двигателем, объёмом 1,9 л не стали называть Fiat 1900, чтобы не спутать её с бензиновым Fiat 1900, который был анонсирован в апреле 1954, когда вся линейка автомобилей подверглась изменению внешнего вида. Бензиновый двигатель Fiat 1900 A развивал мощность 70 л.с. Также машина была оснащена гидравлическим сцеплением и (нестандартно для того времени) 5-ступенчатой (механической) коробкой передач.

## Характеристики
- Двигатель, объёмом 1,4 л, мощностью 44 л.с. при 4400 об/мин.[1]
- Больший по объёму бензиновый двигатель, ставившийся с 1953 года, имел объём 1,9 л и мощность 70 л.с. при 4400 об/мин[3]
- Максимальная скорость — 120 км/ч (для двигателя объёмом 1400 куб. см.),
- Масса пустого автомобиля 1120 кг,
- Ручной тормоз под панелью приборов,
- Подлокотники в дверях

Всего произведено около 77 000 автомобилей серии 1400/ 1400 Diesel/ 1900.